# Alpska mastnica
Alpska mastnica (znanstveno ime Pinguicula alpina) je mesojeda rastlina. Raste od dolin, sredogorja in vse do alpskih vrhov na skromnih rastiščih revnih z dušikovimi spojinami. Uspeva v senci in na hladnem, kjer vode skoraj nikoli ne zmanjka. Pogosto jo najdemo tudi na apnenčastih tleh, kar je med mesojedkami bolj izjema.

## Opis

### Listi
Mastnice imajo na površini listov in cvetnih stebelc žleze, ki izločajo lepljive kapljice. Pod prsti je občutek zelo podoben otipavanju mehkega masla ali masti. Odtod mastnicam ime. Tudi latinsko ime ima enak pomen (Pinguis = masten, debel).

### Cvet
Mastnica ima rozeto bledo-zelenih do rdečkastih mesnatih listov. Listi so na robovih in na koncu zavihani navzgor. Iz rozet požene cvetni pecelj z enim cvetom, le tu in tam sta po dva. Cvet ima pet zraslih venčnih listov, zgoraj dva večja in spodaj tri manjše. Zadaj je cvetni venec podaljšan v dolgo ostrogo. V žrelu so vidne rumene dlačice. Cvet alpske mastnice je bel.

### Steblo
Mastnica ima zelenkasto dolgo steblo.

## Način ulova
Drobne žuželke, zlasti komarji, uši in druge mušice se prilepijo na list, nato se začne iz drobnih prebavnih žlez izločati sok, ki ujete žuželke prebavi. Sok vsebuje še snovi, ki preprečujejo gnitje in plesnenje ostankov žuželk.